# Juan Pedro Ribas
Juan Pedro Ribas (* 1895; † 1975) war ein uruguayischer Politiker.
Ribas wirkte als „Fiscal Administrativo“ und als „Fiscal Militar“. Er wurde 1945 zum General befördert und trat zwei Jahre später in den militärischen Ruhestand. 1947 bis 1948 stand er der 1868 gegründeten Sociedad de Amigos de la Educación Popular (SAEP) vor. Er war Minister am Obersten Gerichtshof („Ministro de Suprema Corte de Justicia“). Auch hatte er den Vorsitz der Administración Nacional de Puertos inne. Vom 1. März 1955 bis zum 16. Mai 1956 übte er das Amt des Verteidigungsministers Uruguays aus. Bei den Wahlen in Uruguay 1971 war er einer der Präsidentschaftskandidaten der Partido Colorado. Ribas organisierte Anfang der 1970er Jahre die rechtsextreme, selbsternannte Defensa Armada Nacional (DAN), die Attentate auf mit der MLN verbundene Personen verübte.
Ribas war der Vater von Julio César Ribas.